# Ilhas Saint Allouarn
As ilhas Saint Allouarn são um pequeno arquipélago de ilhéus e rochedos a sudeste do Cabo Leeuwin na Austrália Ocidental.